# Bajera Utara
Bajera Utara is een bestuurslaag in het regentschap Tabanan van de provincie Bali, Indonesië. Bajera Utara telt 922 inwoners (volkstelling 2010).